# مارک توین (فیلم)
«مارک توین» (انگلیسی: Mark Twain (film)) فیلمی در ژانر مستند است.